# Schtrafbat
Schtrafbat (russisch штрафбат) war die Bezeichnung einer Strafeinheit in der Sowjetunion, in der während des Deutsch-Sowjetischen Krieges teilweise mehrere hunderttausend Mann zwangsweise dienten.
Der Begriff hat seinen Ursprung im deutschen Terminus Strafbataillon, die Angehörigen dieser Einheit wurden als „Strafniki“ bezeichnet und bestanden hauptsächlich aus Kriminellen, politischen Gefangenen und verurteilten Soldaten.
Die Soldaten dieser Einheit wurden meistens als erste Angriffswelle durch Minenfelder oder gegen befestigte deutsche Stellungen eingesetzt, was zu Verlustraten von bis zu 80 Prozent führte. Soldaten, die den Angriff verweigerten, wurden von nachrückenden „Sperreinheiten“ des NKWD erschossen, bisweilen wurden Soldaten, die sich z. B. aufgrund von Verwundungen im Kampfeinsatz „bewährt“ hatten, auch rehabilitiert.

## Fernsehserie
Im Jahr 2004 erschien eine elfteilige russische Fernsehserie des Regisseurs Nikolai Dostal mit demselben Namen. In der Hauptrolle waren Alexei Serebrjakow, Juri Stepanow und Alexander Baschirow zu sehen.